# Symbolae Sinicae
Symbolae Sinicae (abreviado Symb. Sin.) es un libro con ilustraciones y descripciones botánicas que fue escrito por el micólogo, botánico y explorador austríaco Heinrich R.E. Handel-Mazzetti y publicado en 7 partes en los años 1929-1937, con el nombre de Symbolae Sinicae, Botanische Ergebnisse der Expedition der Akademie der Wissenschaften in Wien nach Sudwest-China. 1914/1918.

## Publicación
- Parte n.º 1 (Algae), 1937;
- Parte n.º 2 (Fungi), 1937;
- Parte n.º 3 (Lichens), 1930;
- Parte n.º 4 (Musci), 1929;
- Parte n.º 5 (Hepaticae), 1930;
- Parte n.º 6,(Pteridophyta), 1929;
- Parte n.º 7,(Anthophyta), lief 1, 1929, lief 2, 1931, lief 3, 1933, lief 4, 1936, lief 5, 1936